# The Quiett
The Quiett, pseudonimo di Shin Dong-gab (신동갑?; Gwangmyeong, 29 gennaio 1985), è un rapper e produttore discografico sudcoreano.

## Biografia
The Quiett ha fondato assieme al connazionale Kebee l'etichetta hip hop Soul Company nel 2010, sotto la quale ha pubblicato gli album in studio The Real Me (2007), vincitore del Korean Music Award al miglior album rap/hip hop e acquistato oltre 3 317 volte in formato CD, e The Real Me (2010), la sua prima entrata in top five nella Circle Chart. Nel 2011 l'etichetta è stata chiusa e sostituita dalla Illionaire Records, responsabile per la produzione dei dischi 1 Life 2 Live (2015), Q Train 2 (2016), Millionaire Poetry (2017) e Glow Forever (2018), tutti e quattro piazzatisi all'interno della classifica LP sudcoreana, così come gli EP Stormy Friday e Ambitiqn.
È stato giudice della competizione televisiva Show Me the Money, trasmessa dalla Mnet, nel 2014 e nel 2016. Quattro anni più tardi si è aggiudicato un Melon Music Award per mezzo della collaborazione I'mma Do, uno dei principali successi del 2020 in Corea del Sud.

## Discografia

### Album in studio
- 2005 – Music
- 2006 – Q Train
- 2007 – The Real Me
- 2010 – Quiet Storm: A Night Record
- 2015 – 1 Life 2 Live
- 2016 – Q Train 2
- 2017 – Millionaire Poetry
- 2018 – Glow Forever

### Album di remix
- 2019 – Q Day Remixes

### EP
- 2011 – Stormy Friday
- 2013 – Ambitiqn

### Singoli
- 2012 – Get Dough (feat. Beenzino)
- 2016 – Still Got Luv (feat. Kim Hyo-eun)
- 2016 – Mission (feat. Dok2)
- 2016 – Beautiful Life II (feat. Hash Swan)
- 2017 – Wu & the 1lly (con Masta Killa, Inspectah Deck, Dok2 e Keem Hyoeun)
- 2018 – We Bad (con Dok2 e Changmo)
- 2018 – Limelight
- 2018 – ASAP (feat. myunDo, Donutman & G2)
- 2018 – Namchin (con Leellamarz)
- 2018 – Flex Forever (feat. Changmo)
- 2018 – F*k All That Shit (feat. Uneducated Kid)
- 2019 – The Fearless Ones (con Sik-K, Beenzino e Changmo)
- 2019 – Bition Way (con Lellamarz, Ash Island e Zene the Zilla)
- 2020 – Fadeaway (con Jvcki Wai, Coogie e Bassagong)
- 2020 – Try (con Gist)
- 2020 – Bentley 2
- 2021 – Good Life (feat. Camo)
- 2021 – Green on Black
- 2022 – Victory (con Superbee e Skinny Brown)
- 2022 – Nike